# Боян Пенков
Боян Иванов Пенков е български математик, специалист по теория на вероятностите и статистика. Син е на художника Иван Пенков и брат на Георги Пенков (Джони).
Боян Пенков завършва с отличие Физико-математическия факултет на Софийския университет. Докторант е на академик Никола Обрешков.
Бил е научен сътрудник в Математическия институт с изчислителен център при БАН, доцент в Математическия факултет (сега ФМИ) на Софийския университет, два мандата заместник-декан, ръководител на секцията „Вероятности и статистика“ към Математически институт с Изчислителен център при БАН и едноименния сектор към Единния център по математика и механика.
Избран е за член на Международния статистически институт (ISI).